# Ecki Stieg

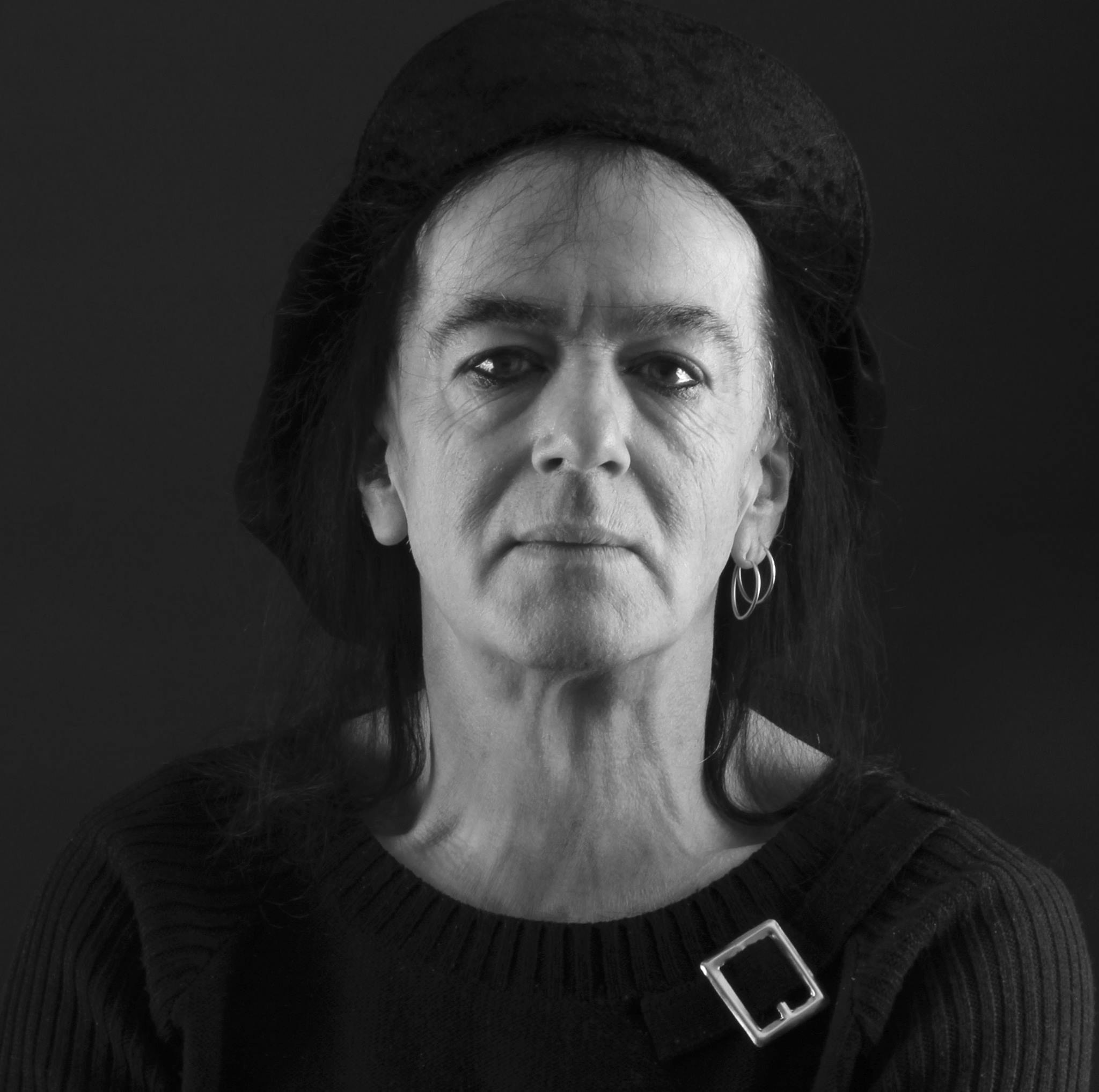
Ecki Stieg (2014)

Ecki Stieg eigentlich Eckert Stieg (* 20. September 1960 in Rehren/Auetal) ist ein deutscher freier Journalist, Radiomoderator, Sänger und Autor.

## Leben und Wirken

### Frühe Laufbahn
Stieg studierte nach dem Abitur 1980 von 1982 bis 1986 Sozialwissenschaften (Schwerpunkt Sozialpsychologie) an der Universität Hannover. Parallel begann seine journalistische Laufbahn zunächst als Mitarbeiter, später als Redakteur und Chefredakteur des Veranstaltungsmagazins Schaumburger News. Zudem war er freier Mitarbeiter von Spex und Tempo. Ecki Stieg interviewte in diesem Zusammenhang zwischen 1982 und 1986 etwa 350 internationale Musiker, darunter David Bowie, Nico, Kim Wilde, R.E.M., Serge Gainsbourg, U2, Brian Eno, The Cure, Bryan Ferry.
1986 war Ecki Stieg eines der Gründungsmitglieder der Redaktion von Radio ffn. Als Musikredakteur war er Entscheidungsträger für das gesamte Tages- und Nachtprogramm sowie für die Spezialsendungen. Zugleich machte er sich als Entdecker und Förderer neuer, richtungsweisender Bands und Strömungen einen Namen. Mit der Sendung Grenzwellen erreichte er Kultstatus und förderte neue deutsche Bands wie Deine Lakaien oder Wolfsheim massiv. Gleichzeitig trat Stieg als Herausgeber der CD-Reihen, Electrocity und Night Of Darkness auf. 1995 veröffentlichte er zusammen mit dem Musiker Axel Machens (Breathe, Placebo Effect) unter dem Projektnamen Accessoires das Album Vendetta.
Nach seinem Ausstieg bei ffn 1997 führte er die Grenzwellen als Online-Magazin weiter. Er war damit einer der ersten deutschen Journalisten, die ein derartiges Portal einrichteten. Bis zum 31. März 2009 hatte sich die Seite Grenzwellen als kommerzielles Download-Portal für unabhängige Musik etabliert.

### Weiterer Werdegang

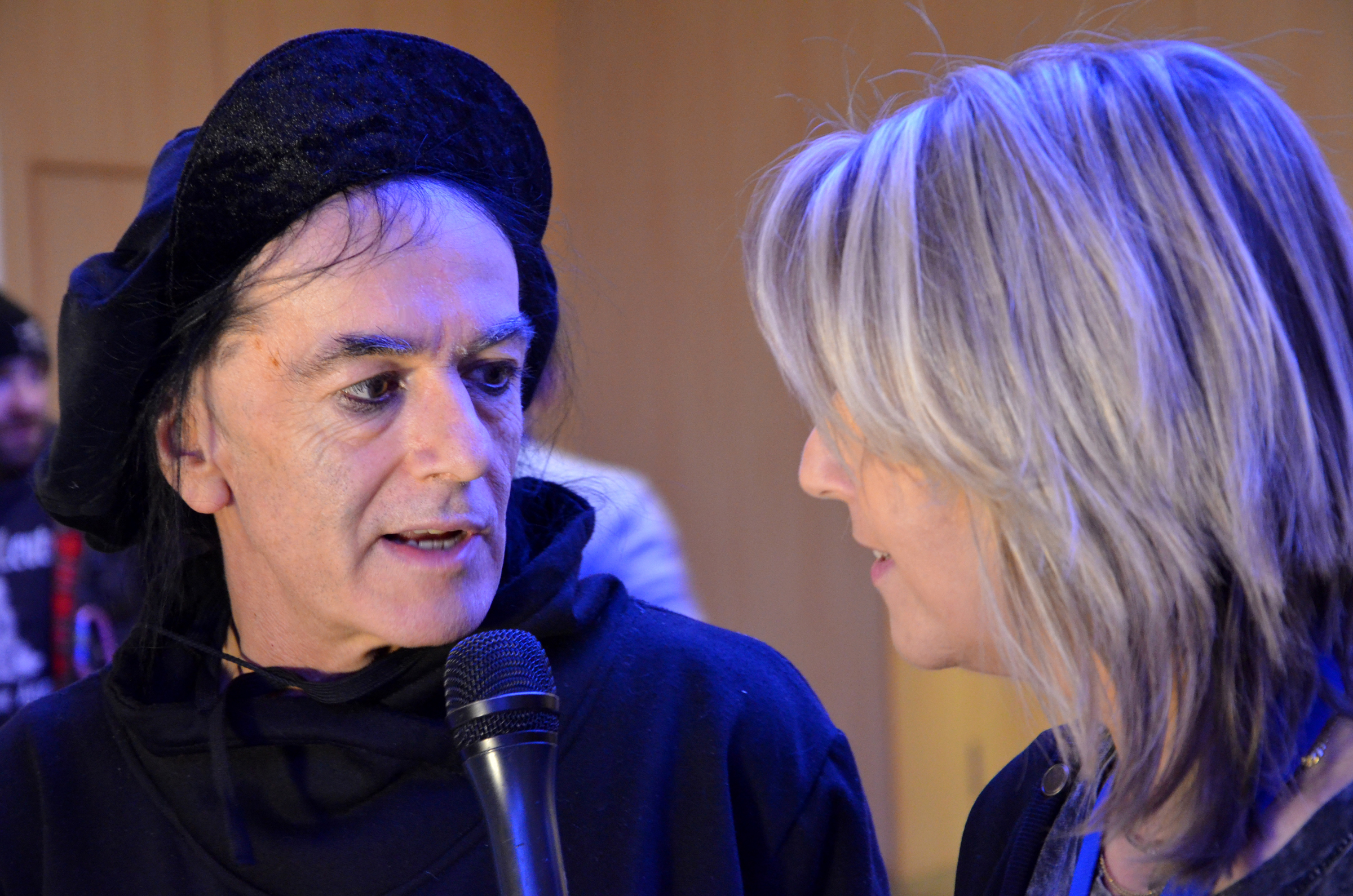
Ecki Stieg im Interview

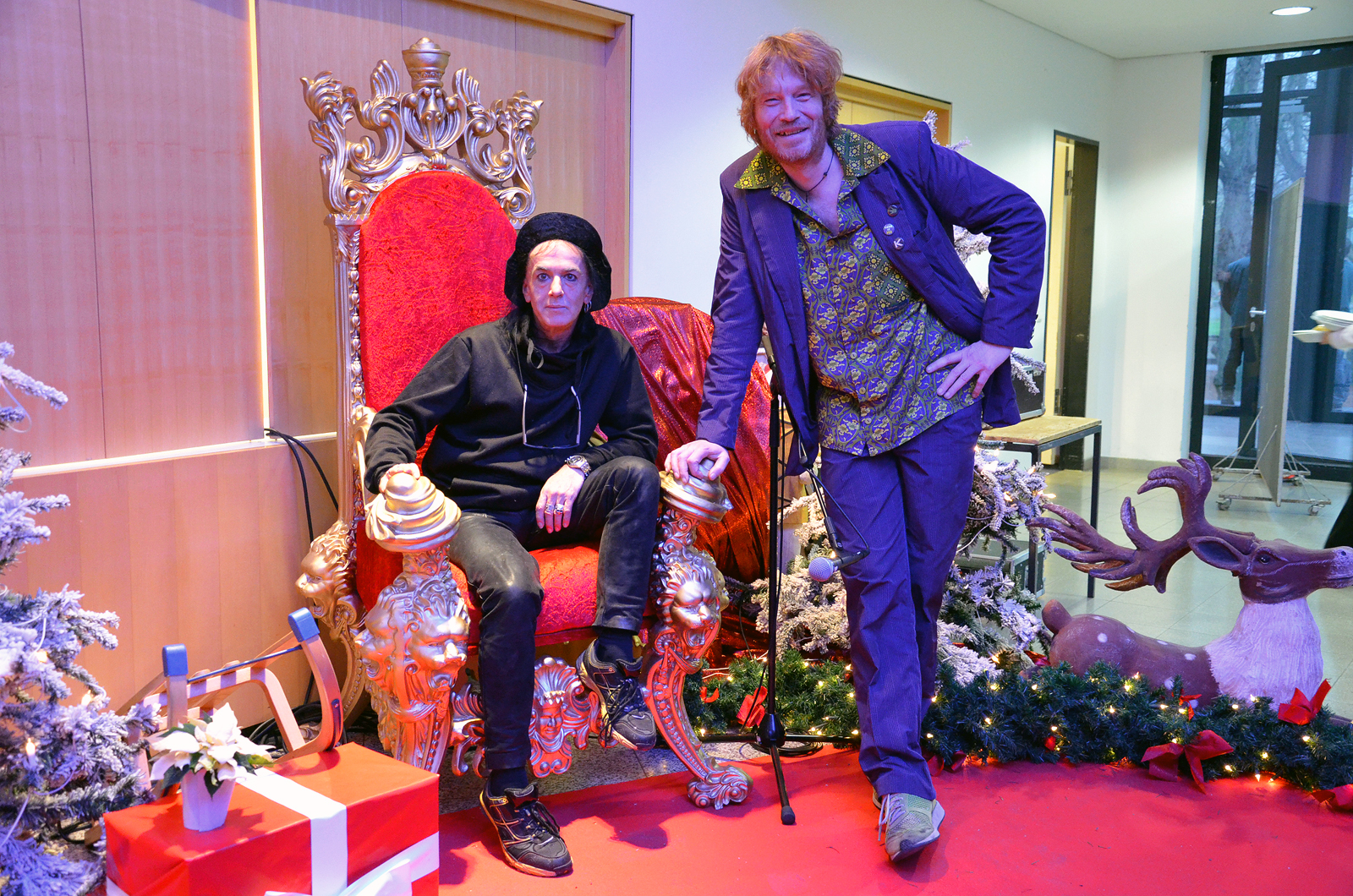
Ecki Stieg bei der Veranstaltung Die!!! Weihnachtsfeier für Obdachlose und Bedürftige in Hannover, daneben sein Freund Christof Stein-Schneider, 2013

Seit 1998 schreibt er für die Independent-Zeitschrift Zillo und recherchierte und erarbeitete zahlreiche Biografien für das im Januar 2000 veröffentlichte Lexikon Zillo Soundnavigator, sowie zahlreiche Essays für die Buchreihe Gothic (Schwarzkopf & Schwarzkopf). Zudem veranstaltete Ecki Stieg niedersachsenweit Grenzwellen-Abende und Lesungen (Essays), gelegentlich ist er auch auf NDR Info als Moderator tätig.
Von März bis Ende September 2000 war Stieg Online-Redakteur bei IMP/radio.de in Hamburg. Seine Tätigkeit bis zur Insolvenz des Unternehmens umfasste die Erstellung und redaktionelle Betreuung von fünf Fulltime-Radio-Streams. Von November 2000 bis Dezember 2001 war Stieg Content-Online-Redakteur bei der music-united.com AG in Hamburg. Sein Aufgabenbereich umfasste hier die redaktionelle Bearbeitung, die Erstellung und Betreuung des Online-Auftritts sowie das Erstellen eines Hintergrundarchivs (Biographien etc.).
In den Jahren 2002 und 2003 arbeitete Stieg an der Erstellung diverser Online-Auftritte, u. a. fsr.de. Daraufhin folgte die Reaktivierung der Internetseite Grenzwellen. Stieg gründete die Firma webtamine GbR, die sich mit Webdesign und Programmierung für Online-Auftritte beschäftigt.
Am 9. April 2005 ging er bei NDR4 mit der Sendung Nachtclub wieder auf Sendung. 2007 begab sich Stieg auf eine ausgiebige Lesereise zusammen mit Ernst Horn. Von August 2008 bis September 2009 war er A&R- und Produktmanager für die Firma SPV GmbH. Von November 2009 bis März 2013 war er als A&R- und Produktmanager für die Firma Made in Germany-Music in Hannover tätig.
Stieg arbeitet weiterhin als freier Journalist und Autor sowie als Mitarbeiter beim Magazin Orkus. Seit dem 9. April 2014 moderiert er bei Radio Hannover wieder die Sendung Grenzwellen.
Im Januar 2022 veröffentlichte Stieg sein erstes Solo-Album „Hinterland“.